# Бриджмен, Орландо, 5-й граф Брэдфорд
Подполковник Орландо Бриджмен, 5-й граф Брэдфорд (англ. Orlando Bridgeman, 5th Earl of Bradford; 6 октября 1873 — 21 марта 1957) — британский пэр, консервативный политик и военный. Он носил титул учтивости — виконт Ньюпорт с 1898 по 1915 год. Он был крупным землевладельцем, владевшим до 20 000 акров (8 100 га).

## Предыстория
Родился 6 октября 1873 года. Старший сын Джорджа Бриджмена, 4-го графа Брэдфорда (1845—1915), и его жены леди Иды Фрэнсис Аннабеллы Ламли (1848—1936), второй дочери Ричарда Ламли, 9-го графа Скарбро. Орлдандо Бриджмен получил образование в школе Харроу, а затем поступил в Тринити-колледж в Кембридже, который окончил со степенью бакалавра искусств в 1896 году и со степенью магистра искусств в 1903 году. В Кембридже он был секретарем Клуба Питта. Он сменил своего отца на посту графа в 1915 году.

## Карьера
Орландо Бриджмен поступил на службу в 3-й (Эдинбургское легкопехотное ополчение) батальон Королевских шотландцев и был назначен капитаном 29 апреля 1899 года. Батальон был сформирован в декабре 1899 года для участия во Второй англо-бурской войне, а в начале марта 1900 года покинул Квинстаун, Ирландия, на пароходе SS Oriental в Южную Африку . Он участвовал в войне после прибытия в 1900 году, а затем снова в 1902 году, вернувшись из Кейптауна в Великобританию с большей частью своего полка в мае 1902 года . Он снова участвовал в Первой мировой войне с 1915 года в качестве подполковника. Орландо Бриджмен был назначен почетным полковником Королевской легкой пехоты Шропшира в 1939 году.
Орлдандо Бриджмен был помощником личного секретаря Роберта Гаскойна-Сесила, 3-го маркиза Солсбери, на посту государственного секретаря по иностранным делам с 1898 по 1900 год и на посту премьер-министра Великобритании в течение нескольких недель летом 1902 года. Солсбери ушёл в отставку 11 июля 1902 года, а лорд Ньюпорт впоследствии был личным секретарем преемника Солсбери Артура Бальфура с июля 1902 по 1905 год. Вступив в Палату лордов после смерти своего отца, Бриджмен стал правительственным кнутом в 1919 году, этот пост он занимал до 1924 года . Он был мировым судьей Шропшира и представлял последнее графство, а также Уорикшир в качестве заместителя лейтенанта . В 1932 году он служил казначеем Королевского лазарета Шропшира в Шрусбери.

## Семья
21 июля 1904 года он женился на Достопочтенной Маргарет Сесилия Брюс (28 октября 1882 — 16 апреля 1949), дочери Генри Брюса, 2-го барона Абердэра. У них было пятеро детей:
- Леди Хелен Диана Бриджмен[англ.] (22 июня 1907 — 7 мая 1967), в 1930 году вышла замуж (развод в 1962 году) за сэра Роберта Генри Эдварда Эбди, 5-го баронета (1896—1976).
- Достопочтенная Урсула Мэри Бриджмен (12 июля 1909 — 6 мая 1912)
- Джеральд Майкл Орландо Бриджмен, 6-й граф Брэдфорд (29 сентября 1911 — 30 августа 1981), преемник отца.
- Леди Энн Памела Бриджмен (12 июня 1913 — 21 мая 2009), в 1939 году вышла замуж (развод в 1950 году) за подполковника Уитмана Джона Черчилля Пирсона, 3-го виконта Каудрея (1910—1995).
- Леди Джоан Серена Бриджмен (29 мая 1916 — 23 июля 1935).